# Оставь мир позади (роман)
«Оставь мир позади» (англ. Leave the World Behind) — роман американского писателя Румаана Алама, впервые опубликованный в 2020 году. По его мотивам Сэм Эсмейл снял одноимённый фильм (2023).

## Сюжет
Главные герои романа — супруги, которые решают провести отпуск в арендованном доме в удалённой части Лонг-Айленда. Однако хозяева дома внезапно возвращаются и сообщают, что в Нью-Йорке произошла катастрофа.

## Восприятие и значение
Согласно агрегатору литературных обзоров BookMarks, книга получила в основном положительные отзывы. Обозревательница The New Yorker Хиллари Келли оценила роман как «захватывающий». Он стал финалистом Национальной книжной премии 2020 года в области художественной литературы, а Эмили Темпл из Literary Hub включила книгу в список 20 лучших романов года.
Ещё до публикации Netflix купил право экранизировать книгу (на него претендовали также Apple и Metro-Goldwyn-Mayer). Фильм вышел на экраны в 2023 году.